# 波利亞納 (斯特雷區)
49°35′38″N 24°3′0″E / 49.59389°N 24.05000°E

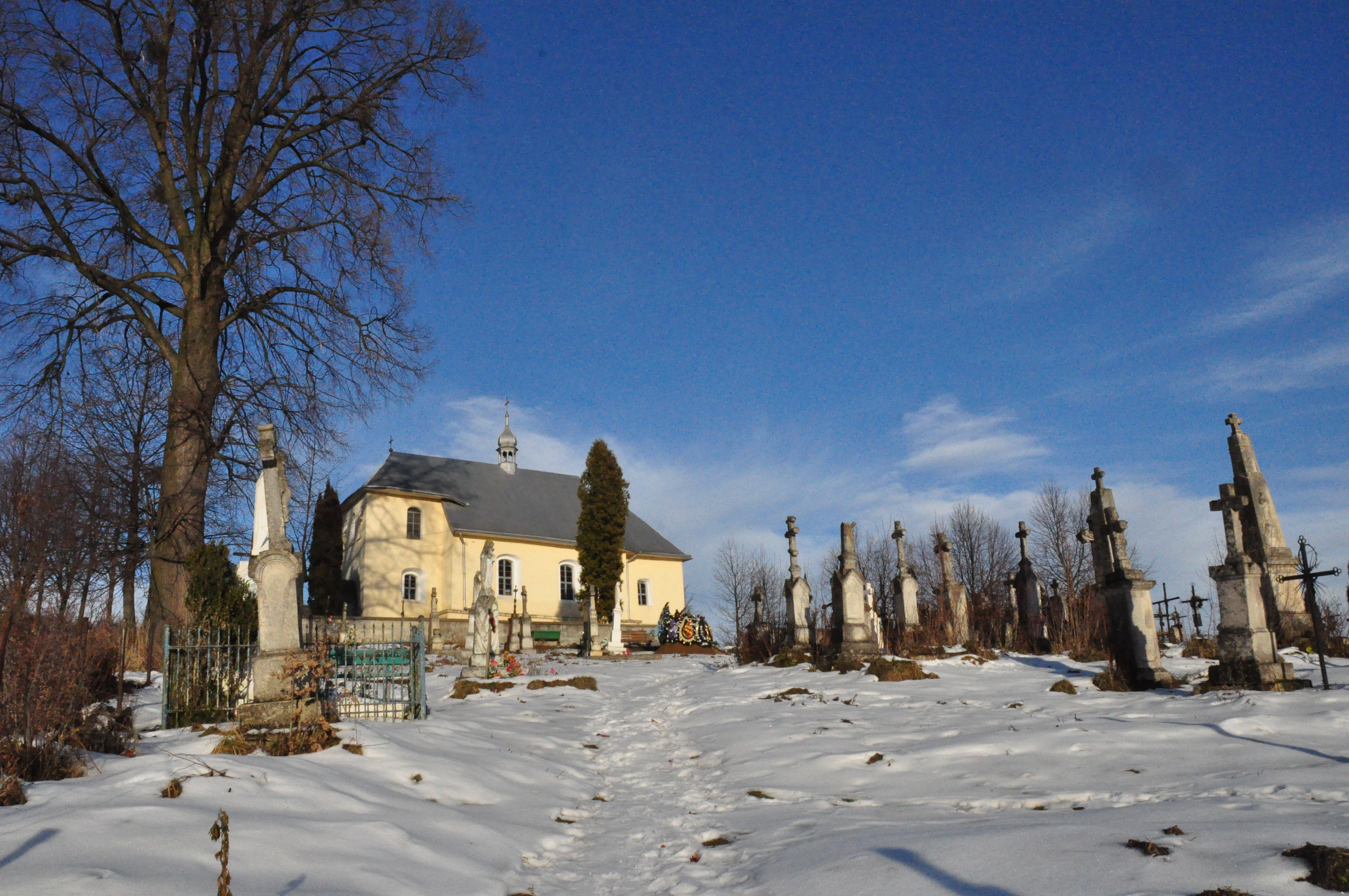
墓地

波利亞納（羅馬化：Poliana）是烏克蘭的村庄，位於該國西部利沃夫州，由斯特雷區特羅斯佳內茨市鎮負責管轄，始建於1530年，面積1.54平方公里，海拔高度359米，2001年人口392，人口密度每平方公里255.37人。